# عبد الله الجابر الصباح
الشيخ عبد الله الجابر الصباح (1900 - 18 سبتمبر 1996 )، وزير كويتي سابق والمستشار الخاص لأمير الكويت. هو حفيد حاكم الكويت الخامس الشيخ عبد الله بن صباح الصباح. عاش وحيدًا لوالديه، حيث أن شقيقته هيا توفيت وهو صغير ولم يكن لديه أخوة آخرون. توفي بعمر الـ96 عامًا.

## حياته العلمية والعملية
- درس عند «ملا راشد بن الشرهان» والشيخ «عبد الوهاب الحنيان».
- ترك الكويت وأقام عند قبيلة العجمان في السعودية، حيث ذهب إلى أميرها ضيدان بن حثلين وأقام شهرين.
- شارك في معركة حمض عام 1920، وهي أول معركة يخوضها في حياته وقد تعرض بالمعركة لإصابة تم علاجه منها، كما شارك في معركة الجهراء، وكان قائدًا عامًا فيها. وبعام 1928 خاض معركة الرقعي وأصيب بها بساقه اليمنى.
- في ثلاثينات القرن العشرين قام بتسفير اليهود الذين كانو متواجدين في الكويت.

### المناصب التي تولاها
- في عام 1924 ترأّس أول نادي أدبي في الكويت.
- في عام 1928 عُيِّن رئيسًا للمحاكم، وكان في الفترة الصباحية يتولّى النظر في قضايا أهل البادية وقضايا الغوص، وبالمساء يتولّى النظر بقضايا التجار والبحارة.
- في عام 1932 عُيِّن رئيسًا لدائرة البلدية، وفي عام 1936 عُيِّن رئيسًا لمجلس المعارف، بعام 1948 عُيِّن رئيسًا لدائرة الأوقاف، وفي عام 1948 عُيِّن رئيسًا لدائرة الأيتام.
- في 17 يناير 1962 وفي أول حكومة في تاريخ الكويت بعد انتخابات المجلس التأسيسي عُيِّن وزيرًا للتربية والتعليم، وهو أول وزير للتربية والتعليم في الكويت، وأُعيد تعيينه بنفس المنصب في 28 يناير 1963 بعد وضع الدستور وإجراء انتخابات مجلس الأمة، وفي 9 مايو 1964 عُيِّن بالإضافة لمنصبة وزيرًا للعدل بالنيابة وذلك إلى تاريخ استقالة الحكومة في 30 نوفمبر 1964. وفي 3 يناير 1965 عُيِّن وزيرًا للتجارة والصناعة، واستمر بهذا المنصب حتى عام 1967 حيث استقال من منصبه وترك العمل الوزاري.
- بعام 1967 عُيِّن مستشار خاص للأمير صباح السالم الصباح، ومن بعده للأمير جابر الأحمد الصباح وذلك حتى وفاته عام 1996.

## حياته العائلية
| الزوجة                            | أبنائه                                                                                          |
| --------------------------------- | ----------------------------------------------------------------------------------------------- |
| نورة الحويلة                      | الشيخة لولوه، والشيخة مريم                                                                      |
| الشيخة منيرة الأحمد الجابر الصباح | الشيخة غنيمة، الشيخة سبيكة، الشيخ جابر، الشيخ صباح، الشيخ مبارك، الشيخة زكية، والشيخة بدرية     |
| نورة ثنيان الغانم                 | الشيخ خليفة                                                                                     |
| منيرة الشمري                      | الشيخة شيخة، الشيخ علي، والشيخ خالد                                                             |
| سبيكة الدخان                      | الشيخة لطيفة                                                                                    |
| طيبة السيد هاشم الغربللي          | الشيخ أحمد، والشيخة مي                                                                          |
| ليلى المرعبي                      | الشيخ سالم (سفير الكويت في الولايات المتحدة اصبح وزيرا للخارجية في 16 أكتوبر 2022)، والشيخة هند |
| هالة الياسيني                     | الشيخ محمد، الشيخ شملان، والشيخ مشعل                                                            |
| ترفة الشمري                       | الشيخة وسمية، والشيخة نشمية                                                                     |
| الشيخة هند فهد المالك الصباح      | الشيخ فيصل                                                                                      |
| عنان السعدون                      | الشيخة سمو، والشيخة فرقد                                                                        |